# Taulant Sefgjinaj
Taulant Sefgjinaj (sinh 21 tháng 7 năm 1986) là một cầu thủ bóng đá Albania thi đấu cho KF Laçi. Anh là hậu vệ với vị trí chính là hậu vệ trái.

## Danh hiệu
KF Laçi
- Cúp bóng đá Albania (2): 2012–13, 2014–15